# Lars Brøgger
Lars Bang Brøgger (* 22. März 1970 in Kopenhagen) ist ein ehemaliger dänischer Fußballspieler.

## Karriere
Brøgger wechselte aus Dänemark vom Amager Boldklub 1970 über BK Frem København zum Bundesligisten Fortuna Düsseldorf. In der Saison 1991/92 kam er zur Fortuna und verstärkte den Kader im Dezember 1991. Sein erstes Spiel absolvierte er am 14. Dezember 1991 gegen den FC Bayern München, in München ging das Spiel 3:1 verloren. In der Bundesliga bestritt Brøgger acht Spiele, keines dieser Spiele konnte die Fortuna gewinnen, es standen lediglich fünf unentschieden zu Buche, so kam es, dass zu Spielzeitende lediglich 24 Punkte für die Fortuna zu Buche standen und der letzte Tabellenplatz belegt wurde und so den Gang in die 2. Fußball-Bundesliga antreten musste. Dort bestritt er 17 weitere Spiele und erzielte zwei Tore und stieg zum zweiten Mal in Folge mit Düsseldorf ab. Er spielte noch für Odense BK, FC Dordrecht, Ikast FS, Silkeborg IF, BK Frem København, Fremad Amager, Amager Boldklub 1970 und beendete dann 2007 seine aktive Karriere.